# قره أحمد باشا
قره أحمد پاشا (بالتركية: Kara Ahmed Paşa)‏ بن "عبد المُعين، أو "غازي أحمد باشا" أو "قره أحمد باشا"، رجل دولة وعسكري عثماني من أصل ألباني ويُعتقد أنه أُخذ إلى الأناضول بنظام الدوشيرمة. شارك وقاد حملات عسكرية. وهو الصدر الأعظم السابع في عهد السلطان سليمان القانوني وزوج أخته فاطمة سلطان. كان من ضمن إنجازاته فتح قلعة تيميشوارا المجرية في يوليو 1552م وكانت تحت سيطرة القائد أسطفان مدعوماُ من بابا روما.

## لقبه
لقبه «قره» باللغة التركية له عدة معانٍ، منها "اللون الأسود"، ومنها معنى "الشجاعة" أيضا، وهو معنى لقبه.

## حياته
كان قره أحمد پاشا من أصول ألبانية، ويظهر اسم والده في وثيقة وقفية باسم عبد المعين (Abdülmuîn)، ولا توجد معلومات كثيرة عن سنوات حياته المبكرة.
التحق في الدولة العثمانية بمدرسة إندرون (Enderun) التي كانت تهدف إلى تدريب الموارد البشرية اللازمة للبيروقراطية العثمانية المركزية والإقليمية، وتعتمد الثقافة والانضباط كقواعد أساسية بهدف توفير موظفين إداريين أقوياء وتدريب قادة قادرين على إدارة مواطني الدولة المتزايدين باستمرار، بأديان ولغات وثقافات مختلفة.
ثم نشأ في الحرملك (Harem)، وتولى مناصب "رئيس حراس القصر" (بالتركية: Kapıcıbaşı)‏ و"حامل الراية الكبرى" راية السلطنة العثمانية (بالتركية: Mîralem)‏.

## المناصب الأولى
كان أول منصب رسمي له هو رئيس حراس القصر، ثم أصبح آغا الإنكشارية (بالتركية: Yeniçeri Ağası)‏. تشير بعض المصادر مثل (السجل العثماني – Sicill-i Osmânî, ج4، ص772 والموسوعة الإسلامية – İA, ج1، ص193) إلى أنه تولى هذا المنصب عام 927 هـ/1521م أو 936 هـ /1529م، لكن المصادر الأدق، مثل كتاب "حملة العراقين" للمؤرخ مطرقجي نصوح (Matrakçı Nasuh, Sefer-i Irakeyn, ص238)، تؤكد أنه عُين آغا الإنكشارية خلال حملة العراقين أمام بغداد، وذلك في شهر جمادى الأولى سنة 941 هـ /نوفمبر 1534م عندما كان يشغل منصب "رئيس الحراس القصر".

## مسيرته العسكرية

### حملات كورفو والبغدان

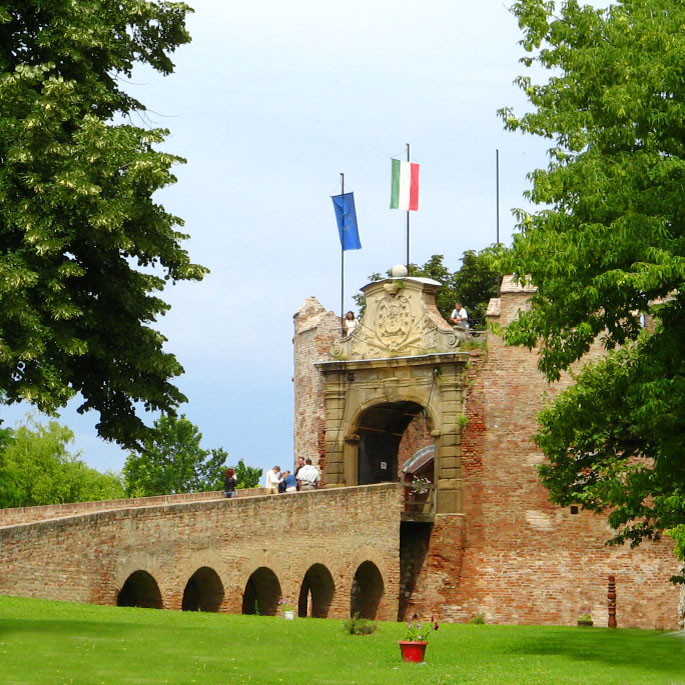
صورة حديثة لقلعة سيكلوس. حاصر السلطان سليمان القانوني لمدينة سيكلوس المجرية (Siklos) وفتحها عام 1543م.

- شارك بصفته آغا الإنكشارية في حملة حصار كورفو المعروفة أيضا باسم "الحملة الإيطالية" عام 944 هـ/1537م الذي فرضه السلطان العثماني سليمان القانوني في صيف عام 1537م على جزيرة كورفو، وكان الهدف الأول للحملة هو ضم كل إيطاليا، بما في ذلك أوترانتو، إلى الأراضي العثمانية.
- وشارك في العمليات على رأس خان القرم (التتار) بصفته آغا الإنكشارية في حملة البغدان المعروفة أيضا باسم "الحملة المولدافية" أو "الحملة المولدافية السوداء" في العام التالي 1538م لتأديب الحاكم المولدافي المتمرد بيترو راريش، الذي دخل في مراسلات سرية مع الأرشيدوق النمساوي فرديناند، مما يدل على ميله نحو التحالف مع الإمبراطورية الرومانية المقدسة ضد الدولة العثمانية وهجومه على مملكة بولندا التي كانت في سلام مع الدولة العثمانية وامتناعه عن دفع الجزية السنوية للدولة العثمانية كإمارة تابعة للعثمانيين. وهي الحملة الثامنة من الحملات الثلاث عشرة التي قام بها السلطان العثماني سليمان القانوني وانتهت بالنصر الحاسم للجيش العثماني الذي وصل إلى سوكيفا عاصمة مولدوفا وحاصروا قلعتها، وعندما أدرك قائد القلعة أنه لا يستطيع مقاومة الجيش العثماني بوسائله الحالية، استسلم، متوسلاً الرحمة. وتمت مصادرة الكنوز المخبأة في القلعة، وبقي السلطان سليمان القانوني هناك سبعة أيام استقبل خلالها النبلاء المولدافيين الذين زاروه في 21 سبتمبر/أيلول ليعلنوا طاعتهم، وعين أسطفان لاكوستا، شقيق بيترو راريش، حاكماً جديداً.[1]

### حملة بودابست ومعركة ڤالپو

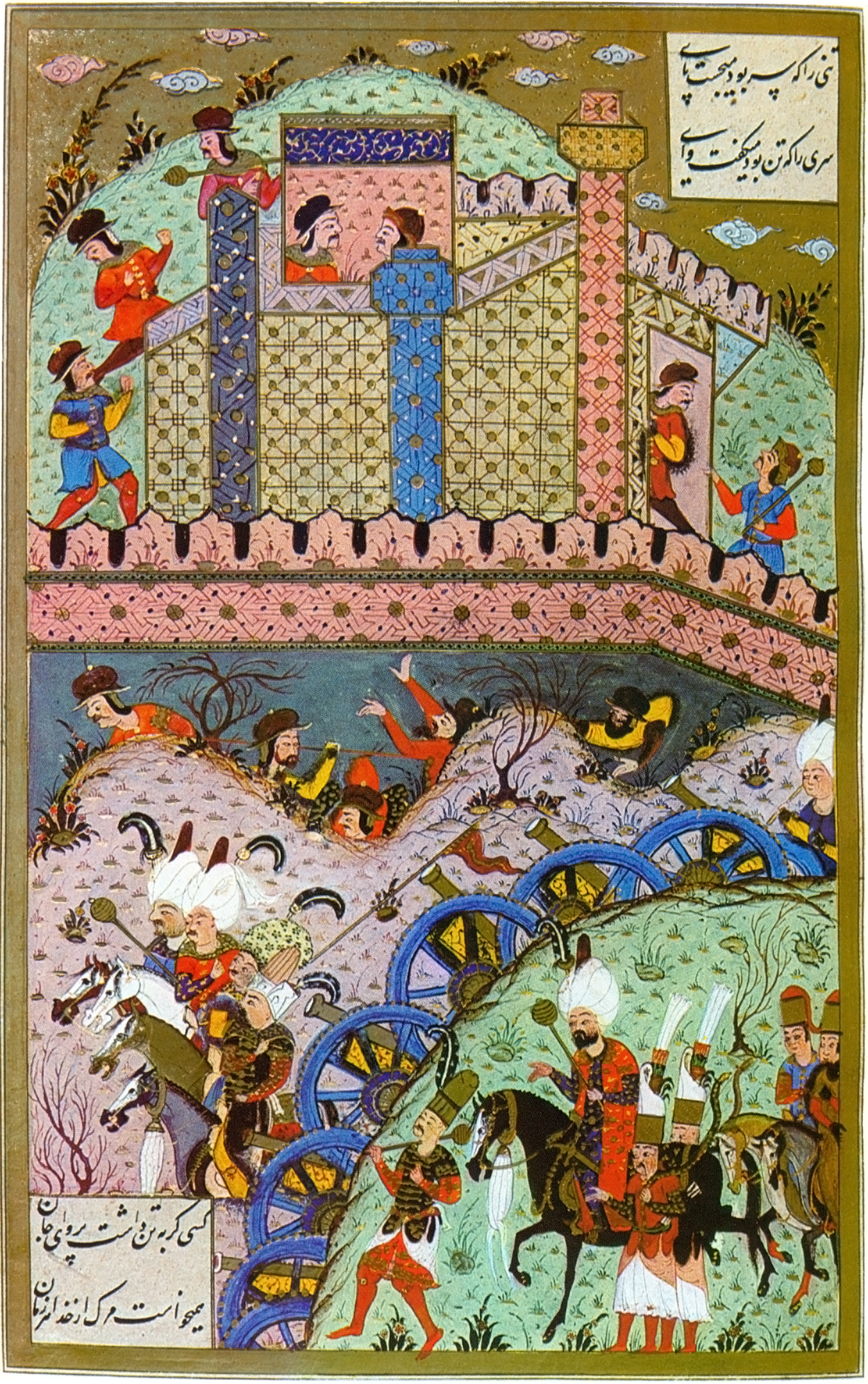
حصار السلطان سليمان القانوني لمدينة إستوني بلغراد (سيكشفهيرفار).

- بعد عزل لطفى باشا من منصب الصدر الأعظم عام 948 هـ (1541م)، تم تعيين قره أحمد باشا (الذي ذُكر لاحقًا باسم رستم باشا في كتاب "التاريخ العثماني" Die Osmanische Chronik, ص107) كـبكلربك (حاكم عام) للروملي.
- شارك في عمليات إنقاذ مدينة بشت (Peşte - بودابست) من الحصار الذي فرضه جيش هابسبورغ المجري في نفس العام.
- لعب دورًا حاسمًا في فتح قلعتي ڤالپو (Valpo) وهي الآن جزء من كرواتيا، وقلعة شيكلوش (Şikloş)، و أسفر الحصارين عن انتصار عثماني وفتح القلعتين.
- كما شارك في: حصار مدينة ازترغوم (Esztergom) وحصار مدينة إستوني بلغراد (الاسم العثماني لسيكشفهيرفار) (Székesfehérvár) (بالتركية: İstolni Belgrad Kuşatması)‏ الذي استمر من 22 يونيو حتى 4 سبتمبر 1543م، وانتهى بفتح المدينتين.

### تعيينه وزير ثالث
بسبب نجاحاته العسكرية خلال حملة عام 1543م، رُقي إلى منصب وزير ثالث (Üçüncü Vezir) في الديوان العثماني، وقد تم هذا التعيين أثناء تولي رستم باشا منصب الصدر الأعظم (Veziriazam) في سنة 951 هـ /1544م.

### حملة إيران الثانية 1548م
- في حملة إيران الثانية سنة 955 هـ (1548م)، شارك قره أحمد باشا بصفته وزير ثالث، وقاد قوات الإنكشارية والفرسان المدرعة السباهية في مقدمة الجيش، متوجهًا إلى أرضروم (Erzurum) لملاقاة جيش الشاه طهماسب الصفوي.
- عندما وصل إلى هناك، تلقى أنباءً عن انسحاب جيش الشاه طهماسب إلى قزوين بعد أن علم أن السلطان قد وصل إلى خوي.
- خلال هذا التقدم، تمكنت القوات التي تحت إمرته من هزيمة طلائع جيش الصفويين.[1]

### حملة جورجيا 1549م

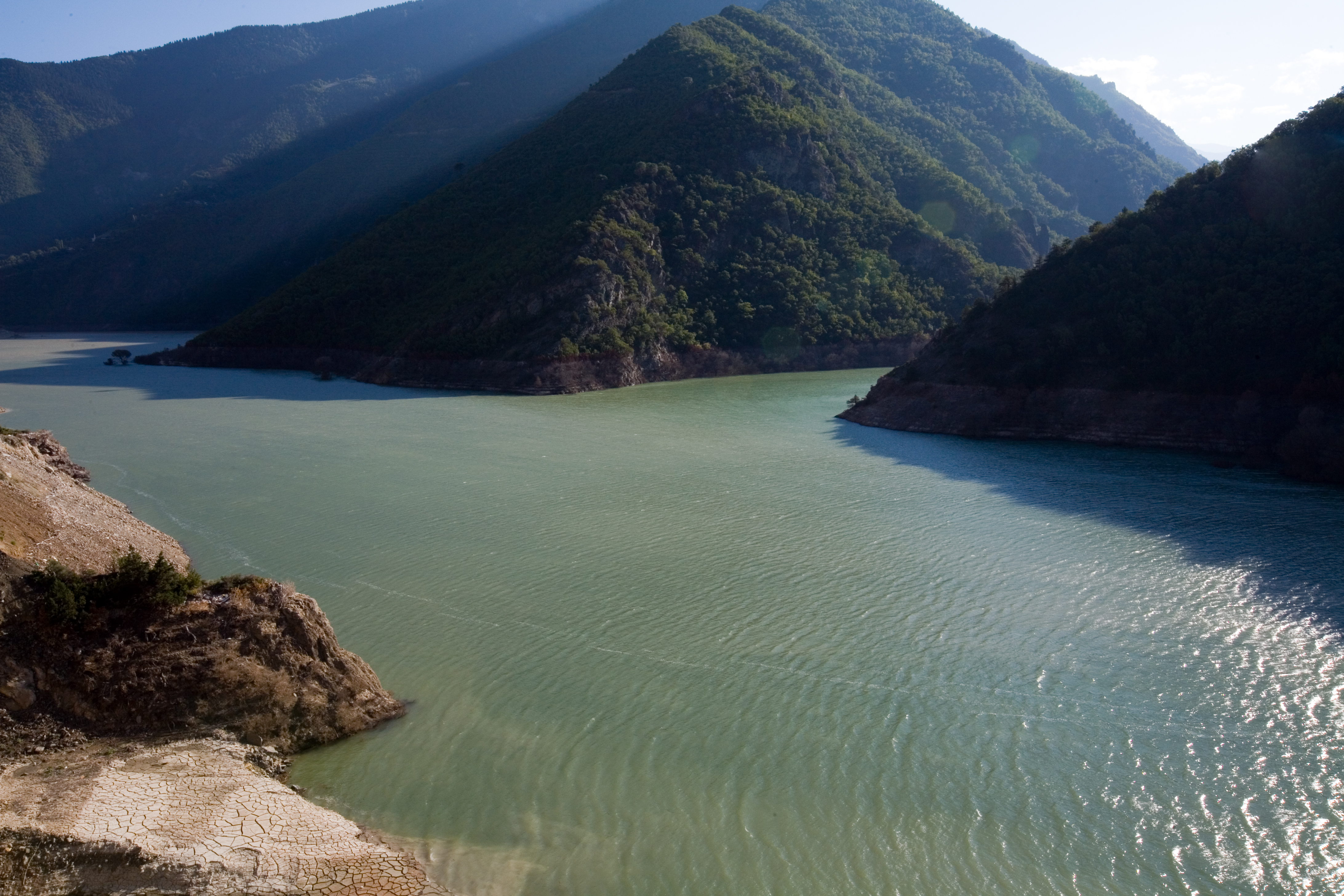
صورة لنهر چوروه. فتح قره أحمد پاشا جميع القلاع الواقعة على نهر چوروه.

- حقق أكبر إنجازاته خلال حملة جورجيا عام 1549م.
- خرج في 1 شعبان 956 هـ (25 أغسطس 1549م) متوجهًا إلى أرضروم، ثم زحف منها إلى قلعة تورتوم (Tortum)، حيث فرض حصارًا عليها في 11 سبتمبر 1549م وفتحها خلال يومين.
- واصل تقدمه واستولى على:
  1. نيخاك (Nikhak)
  2. قلعة أكجاكالي (Akçakale)، والتي كانت تعد مفتاح السيطرة على المنطقة.
  3. جميع القلاع الواقعة على نهر چوروه (Çoruh)، مثل:
    - كامهيس (Kamhis)
    - بينيسكرد (Peneskerd)
    - أنزوف (Anzov)
    - بيرتكريك (Pertekrek)
- بعد تأمين المنطقة، أنشأ هناك سنجقًا عثمانيًا (لواء عسكري إداري) تابعًا للدولة العثمانية.
- أنهى حملته بنجاح وعاد إلى معسكر السلطان في ديار بكر بتاريخ 24 أكتوبر 1549م.[1]

## حملة قره أحمد باشا في المجر (1552م)

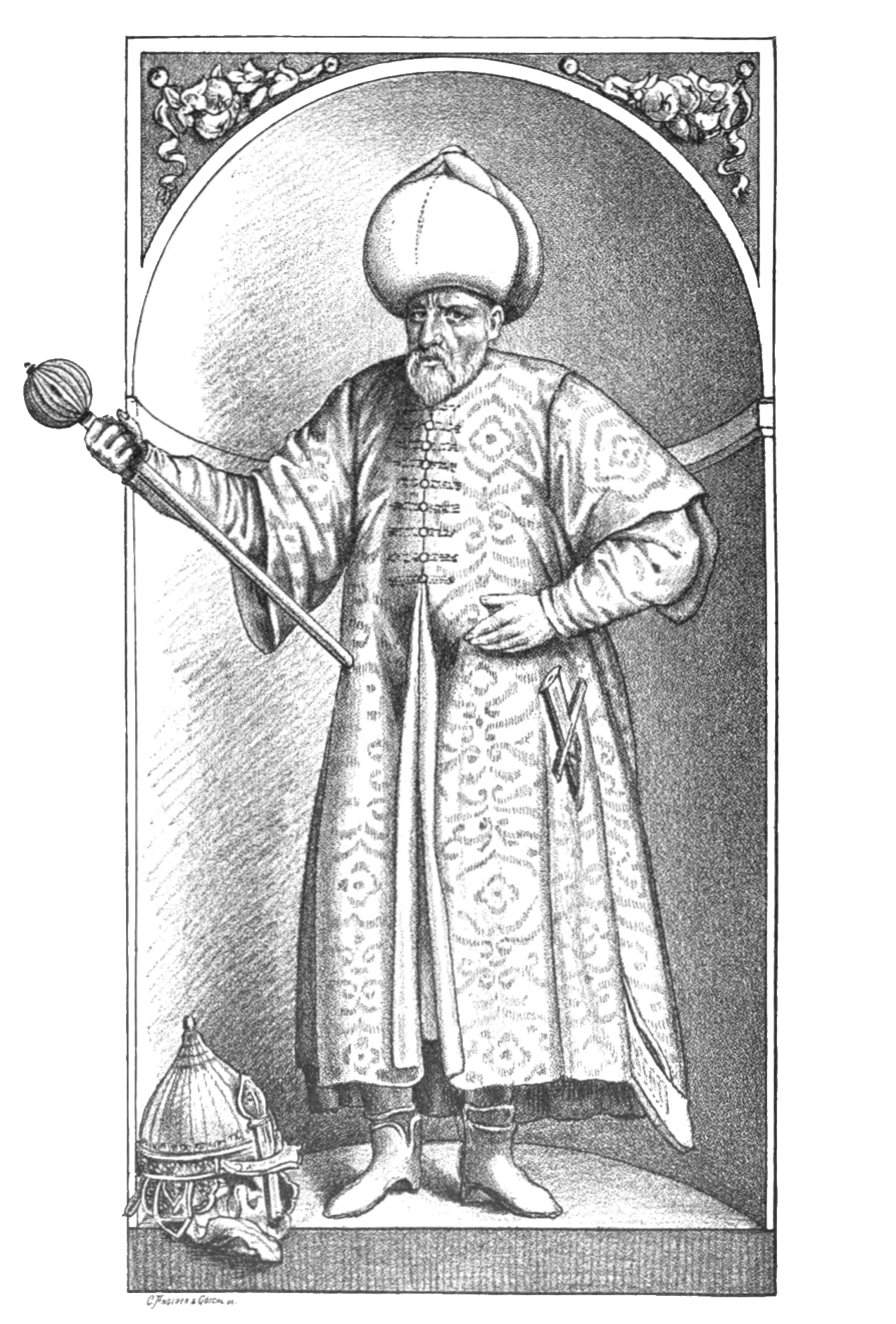
صورة للصدر الأعظم صقللي محمد باشا.
بعد فشل صوقللي محمد باشا في حصار تيميشوارا (Tımışvar) عام 958 هـ (1551م)، تم تعيين أحمد باشا قائدًا عامًا لحملة المجر بصفته وزير ثاني.

بعد فشل صقللي محمد باشا (بالتركية: Sokullu Mehmed Paşa)‏ في حصار تيميشوارا (Tımışvar) عام 958 هـ / 1551م، وسقوط ليبوفا (Lipova) تحت سيطرة آل هابسبورغ (Habsburg)، ودخول إمارة الأردل (ترانسيلفانيا) تحت نفوذهم، تم تعيين قره أحمد باشا قائدًا عامًا لحملة المجر بصفته وزير ثاني (بالتركية: İkinci Vezir)‏، وذلك في تاريخ 27 ربيع الآخر 959 هـ / 22 أبريل 1552م.

### حصار وفتح قلعة تيميشوارا
كانت الحملة تهدف إلى استعادة السيطرة العثمانية على إمارة الأردل (Erdel). حاصر قره أحمد باشا قلعة تيميشوارا (Tımışvar)، التي كانت قلعة منيعة يدافع عنها القائد المجري لوسانتشي (Losanczy)، واستمر الحصار لمدة ثمانية وعشرين يومًا من القتال الشديد حتى استسلمت القلعة في 4 شعبان 959 هـ (26 يوليو 1552م) وتم فتح تيميشوارا.
بعد الفتح، أرسل قره أحمد باشا تقريرًا إلى إسطنبول يوضح فيه الإجراءات التي اتخذها لحماية القلعة، حيث قام بتعيين 750 جنديًا من الحاميات المجاورة لحراسة القلعة، وأوصى بتحويل تيميشوارا إلى مركز إداري مهم عبر جعلها ولاية عثمانية (بالتركية: Beylerbeylik)‏، وأكد أنه سيواصل التقدم العسكري في المنطقة.
أدي الحصار إلي نصر حاسم للدولة العثمانية مع سيطرة عثمانية على تيميشوارا لمدة 164 عاما.

### السيطرة على قلعة سولنوك
واصل قره أحمد باشا تقدمه وحاصر قلعة سولنوك (Solnok)، وفتحها في 4 سبتمبر 1552م. وفي تقرير آخر رفعه إلى الدولة العثمانية، أوضح أنه:
- استولى على نحو عشرين قلعة خلال الحملة.
- دمر جميع القلاع التي فتحها باستثناء خمس قلاع.
- أصلح قلعة ليبوفا (Lipova) التي كانت قد سقطت سابقًا.
- تحرك باتجاه قلعة إيغري (Eğri)، وهي قلعة مهمة استراتيجيًا.

(المصدر: دفتر المهمات العثماني - Mühimme Defteri، الأرشيف العثماني، رقم 888، الصفحات 346b-347a و445a-b).

### فشل حصار قلعة إيغري
بناءً على نصيحة علي باشا، والي بودين (Budin)، قام قره أحمد باشا بمحاولة للاستيلاء على قلعة إيغري (Eğri)، إلا أن الحصار لم ينجح، واضطر إلى التراجع في 1 ذو القعدة 959 هـ (19 أكتوبر 1552م). ولكن على الرغم من فشله في الاستيلاء على قلعة إيغري، إلا أن تحركات قره أحمد باشا العسكرية مهدت الطريق لعودة الأردل إلى النفوذ العثماني.
بالإضافة إلى النشاط العسكري، قام قره أحمد باشا بجهود دبلوماسية، حيث أرسل رسائل إلى النبلاء المجريين وزعماء آل هابسبورغ في محاولة لكسب دعمهم أو تحييدهم.

## حملة ناخيتشيفان 1553م وتوليه الصدارة العظمى

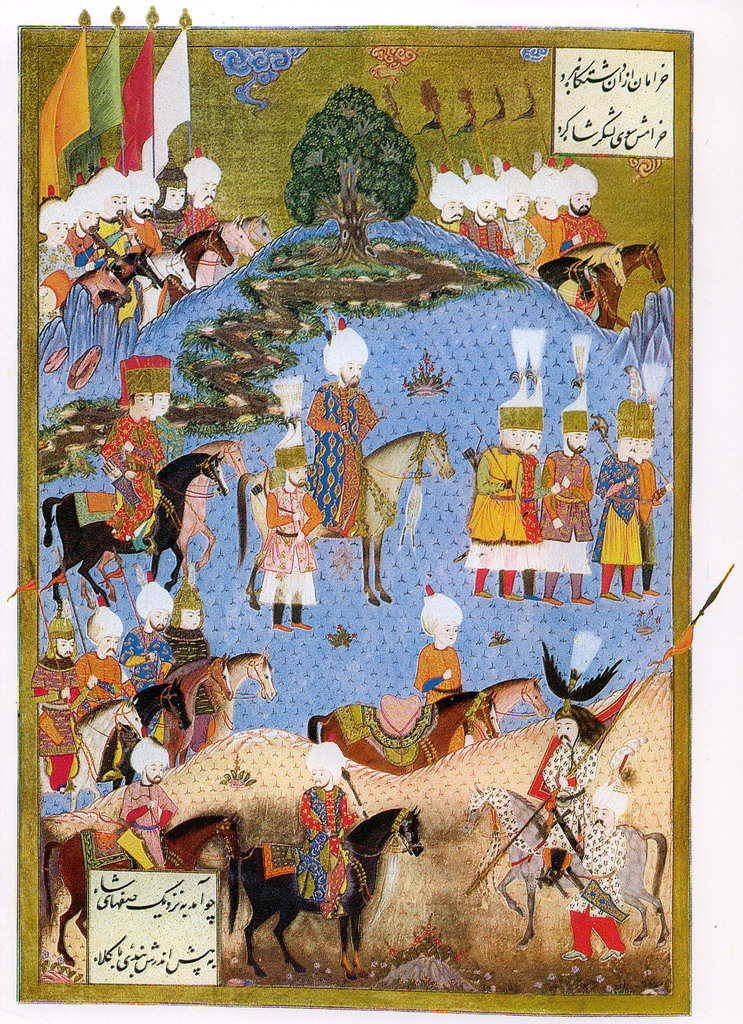
منمنة عثمانية تُظهر السلطان سليمان القانوني وهو يسير مع جيشه إلى ناخيتشيفان في صيف عام 1554م.

بدأت حملة ناخيتشيفان (Nahcıvan) عام 960 هـ/1553م، وكانت نقطة تحول في حياة قره أحمد باشا إزاء تطورات سياسية مفاجئة، شكلت منعطفًا مهمًا في مسيرة أحمد باشا.
خلال هذه الحملة، أمر السلطان سليمان القانوني بإعدام ابنه الأمير مصطفى في تاريخ 27 شوال 960 هـ / 5 أكتوبر 1553م، مما أحدث صدمة كبيرة داخل الجيش. وفي الوقت ذاته، عزل السلطان رُستم باشا من منصب الصدارة العظمى، وعين بدلاً منه قره أحمد باشا بصفته كان يشغل منصب وزير ثاني (İkinci Vezir) الدولة العثمانية.
لا تزال الخلفيات السياسية التي أدت إلى هذه التغييرات المفاجئة غير واضحة، ولا يُعرف ما إذا كان لأحمد باشا دور فيها، ولكن من المؤكد أن هذا التغيير كان محاولة لاحتواء الغضب والاضطرابات داخل صفوف الجيش بعد مقتل الأمير مصطفى، ويبدو أن لأحمد باشا دورًا كبيرًا في تهدئة الأوضاع.

### التحرك العسكري نحو أولتو 1554م
بينما كان السلطان سليمان القانوني في طريق عودته من ناخيتشيفان، وصله خبر هجوم الشاه طهماسب الصفوي على مناطق ضفاف نهر تشوروه (Çoruh)، فأمر السلطان قره أحمد باشا بالتوجه على الفور إلى أولتو (Oltu) لمواجهة الصفويين، وذلك في تاريخ 8 شوال 961 هـ (6 سبتمبر 1554م)، مصحوبًا بـ 3,000 إلى 4,000 من جنود الإنكشارية. (المصدر: الأرشيف العثماني، دفتر مهمات رقم 1، صفحة 30، حكم رقم 117).
وصل قره أحمد باشا إلى أولتو بتاريخ 11 شوال 961 هـ (9 سبتمبر 1554م)، لكنه علم أن قوات الشاه طهماسب قد انسحبت قبل وصوله، فقرر عدم ملاحقتهم وعاد أدراجه. (المصدر: الأرشيف العثماني، دفتر مهمات رقم 1، صفحة 35، حكم رقم 138).

### اتفاقية أماسيا 1555م
قضى قره أحمد باشا فصل الشتاء مع السلطان في مدينة أماسيا (Amasya)، حيث شارك في المفاوضات مع الصفويين لعقد اتفاق سلام، كما استقبل وفودًا دبلوماسية، من بينها سفراء هابسبورغ، وأجرى معهم مباحثات مهمة. أسفرت هذه المفاوضات عن توقيع معاهدة أماسيا، التي أنهت الحرب العثمانية الصفوية مؤقتًا. بعد توقيع المعاهدة، عاد قره أحمد باشا إلى إسطنبول برفقة السلطان سليمان القانوني.

## إعدامه المفاجئ عام1555م
هناك روايات متضاربة حول إعدام قره أحمد باشا المفاجئ عام 962 هـ /1555م.

### إعدام دُزْمة مصطفى ثم قره أحمد باشا
فور وصول قره أحمد باشا إلى إسطنبول، واجه أول أزمة كبرى، وهي إعدام شخص ادعى أنه الأمير مصطفى، عُرف لاحقًا باسم دُزْمة مصطفى (المزيّف)، الذي أُلقي القبض عليه وجُلب إلى العاصمة. لم تمضِ فترة طويلة حتى تعرض أحمد باشا نفسه للإعدام المفاجئ بتاريخ 13 ذو القعدة 962 هـ /29 سبتمبر 1555م، أثناء توجهه لحضور اجتماع الديوان الهمايوني (المجلس الوزاري).

### ظروف إعدامه
وفقًا لسجلات الأرشيف العثماني (BA, A.RSK, nr. 1455, s. 7)، فقد تم ما يلي في نفس اليوم:
- أُعلن عن إعادة رُستم باشا إلى منصب الصدارة العظمى (رئيس الوزراء).
- أُعدم قره أحمد باشا خنقًا داخل قصر الديوان، ثم أُخرج جثمانه إلى العلن.
- صادرت الدولة جميع ممتلكاته، حيث توجه ثلاثة من أمناء الخزانة (دفتردار) ورئيس الجنود (تشاوش باشي) إلى منزله لإحصاء أمواله وحجزها.[1]

### تحليلات وروايات معاصريه حول سبب الإعدام
رواية جلال زاده مصطفى جلبی هي الرؤية الرسمية، حيث يعزو سبب الإعدام إلى فشل قره أحمد باشا في إدارة شؤون الدولة، ويعدد أخطاءه على النحو التالي:
1. عجزه عن تحمل أعباء منصب الصدارة العظمى.
2. التراخي في تطبيق القوانين وإهمال مبدأ الشورى.
3. عدم اتخاذ التدابير العسكرية الكافية خلال حملة ناخيتشيفان، مما أدى إلى ضياع فرصة فتح كامل إيران حتى أصفهان.
4. سماعه نصائح رجال غير مؤهلين وتجاهله مشورة أهل الخبرة.

لكن المؤرخين يرون أن هذه التبريرات تمثل الرواية الرسمية التي صيغت لتبرير القرار السلطاني.

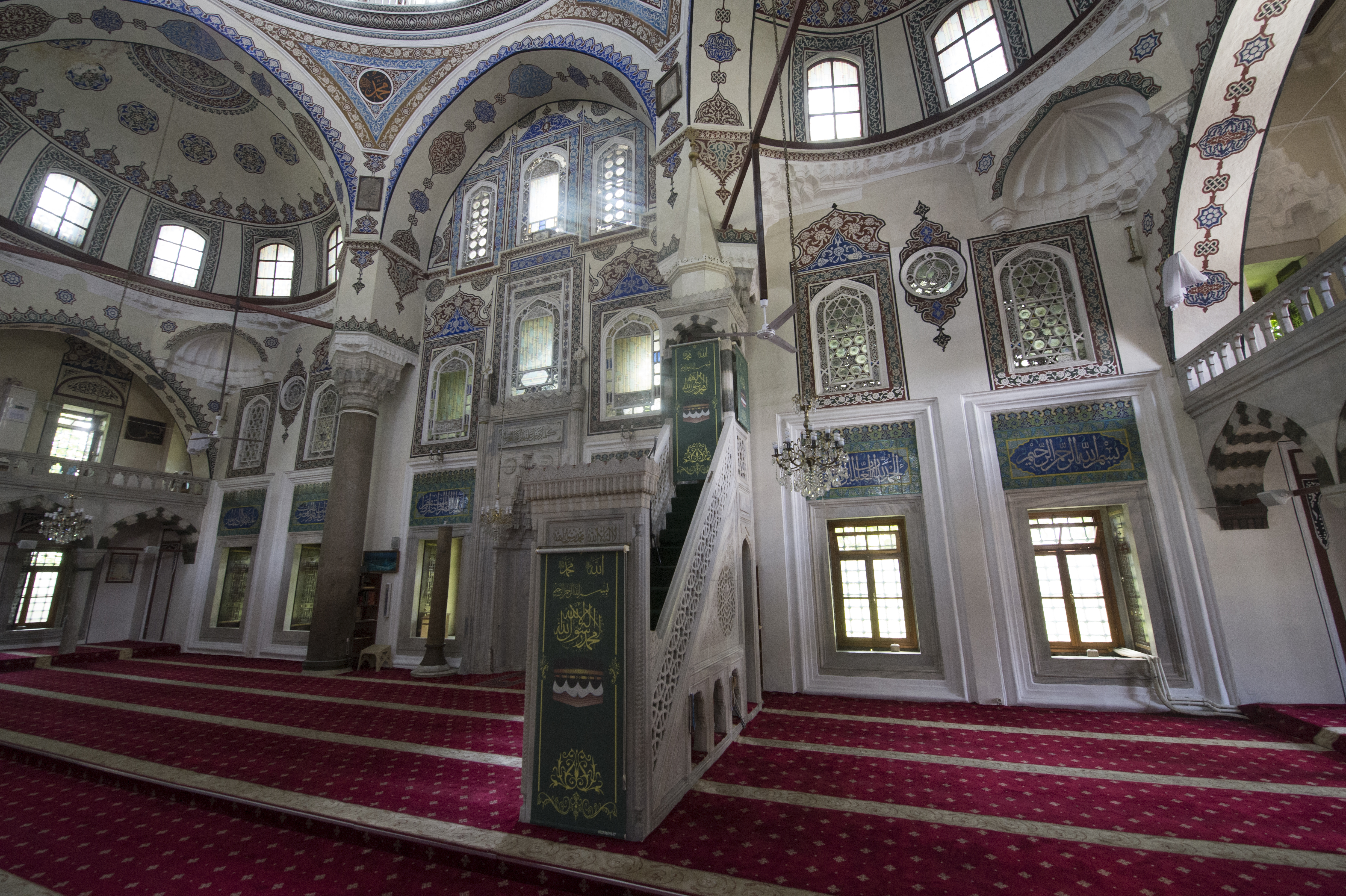
منبر "جامع الغازي أحمد باشا" باسطنبول.

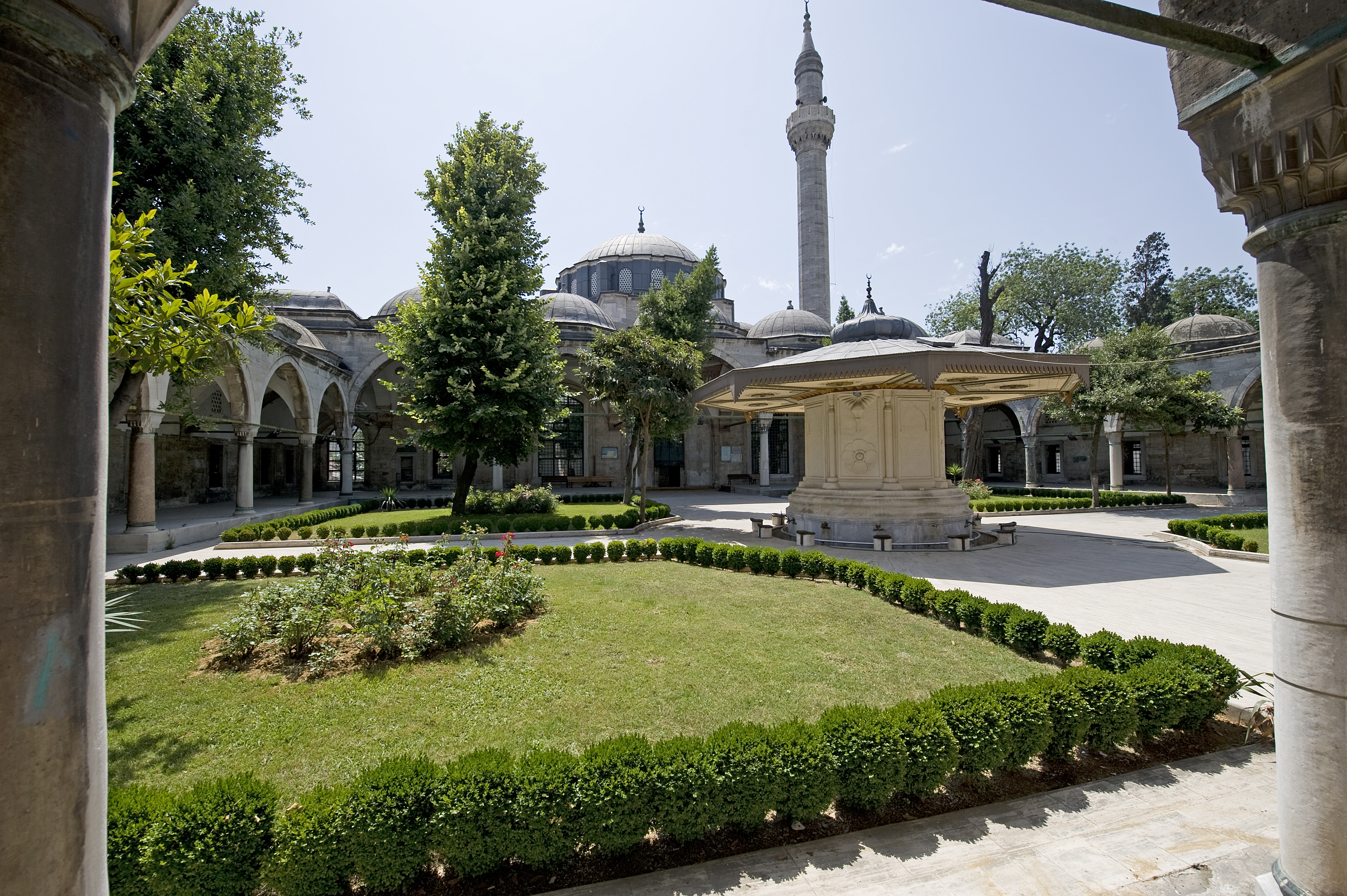
الفناء الداخلي "لجامع الغازي أحمد باشا" باسطنبول، ويُسمى أحيانا "جامع طوب قابي" (Topkapı Camisi) بسبب موقعه في حي طوب قابي.

رواية السفير النمساوي أوجير غيسلين دي بوسبك (Ogier Ghiselin de Busbecq)، يصف في رسالته المؤرخة بـ 14 يوليو 1556م أن إعدام قره أحمد باشا جاء صادمًا للجميع، وينقل الإشاعات التي كانت متداولة آنذاك:
1. أن قره أحمد باشا كان مخلصًا للأمير مصطفى الذي أعدمه السلطان، ويُعتقد أنه دعم سرًا تمرد دُزْمة مصطفى.
2. أن البعض اتهمه بتحريض الأمير بايزيد، ابن السلطان، ضد شقيقه سليم، مما أوحى بنيته في التدخل بصراع العرش.
3. أن الإعدام كان مؤامرة دبرها رُستم باشا والسلطانة هُرَم (روكسلانا)، بهدف إعادة رُستم إلى منصب الصدارة العظمى.

رواية المؤرخ العثماني كاتب جلبي (Kâtip Çelebi):
- يذكر حكاية مفادها أن قره أحمد باشا عندما عُرضت عليه الصدارة العظمى، طلب من السلطان وعدًا بألّا يُعزله، فوافق السلطان. لكنه بدلاً من عزله، أعدمه مباشرة، وفاءً لوعده بعدم العزل.
- وأضاف أن قره أحمد باشا استقبل قرار إعدامه برباطة جأش، وطلب أن يقوم بقتله شخص يعرفه، فتم تنفيذ الإعدام بالخنق على يد من اختاره بنفسه.

رواية مصطفى عالي (Mustafa Âlî):
يعزو مقتله إلى مؤامرات النساء، ملمحًا إلى دور السلطانة هُرَم في حبك دسيسة ضده، حيث قال إنه قُتل دون ذنب يوجب عزله أو قتله.
- يروي أن حتى الشاه طهماسب الصفوي استغرب من إعدام رجل بقيمة قره أحمد باشا بسبب مكائد الحريم.

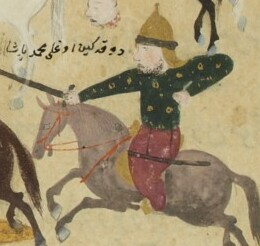
دوقاكين محمد باشا من عائلة دوقكين ذات الأصول الألبانية. عينه قره أحمد باشا واليا على مصر عام 1553م،

رواية المؤرخ النمساوي جوزيف فون هامر (Hammer)، يشير فبها إلى سبب اقتصادي وسياسي وراء مقتله:
- يتحدث عن تنافس قره أحمد باشا مع علي باشا الذي كان ثاني وزير آنذاك.
- بعد أن عين قره أحمد باشا دوقاكين محمد باشا (بالتركية: Dukakinzade Mehmed Paşa)‏ واليًا على مصر، قام هذا الأخير بجمع ضرائب ضخمة أرسل منها إلى إسطنبول مبلغًا أكبر مما كان يرسله سلفه سميز علي باشا (بالتركية: Semiz Ali Paşa)‏، الذي أصبح لاحقا الصدر الأعظم خلفًا لحميه رستم باشا بعد وفاته في أواخر عهد السلطان سليمان القانوني بين عامي 1561 و1565،[4] وكان قبلها واليًا (بكلربك) لإيالة مصر في الفترة من سنة 1549 إلى سنة 1554.[5][6][7]
- أثار هذا الأمر تساؤلات السلطان حول مصدر هذه الأموال، واشتبه بأنها جُمعت بطرق جائرة.
- عند التحقيق، ظهرت مؤامرات ودسائس قره أحمد باشا ضد منافسه علي باشا، مما أدى إلى سقوطه من عين السلطان، وفتح الباب لمنافسيه رُستم باشا والسلطانة هُرَم للإيقاع به.

### تداخل السياسة والدسائس في القصر العثماني
يتضح أن إعدام قره أحمد باشا كان نتيجة شبكة معقدة من المؤامرات والصراعات السياسية داخل البلاط العثماني. تعددت الروايات، وكل منها تعكس منظورًا سياسيًا مختلفًا، إلا أن القاسم المشترك هو دور الصراع على النفوذ بين رجال الدولة وداخل الحرملك السلطاني (قصر الحريم).

## ضريحه ومدفنه

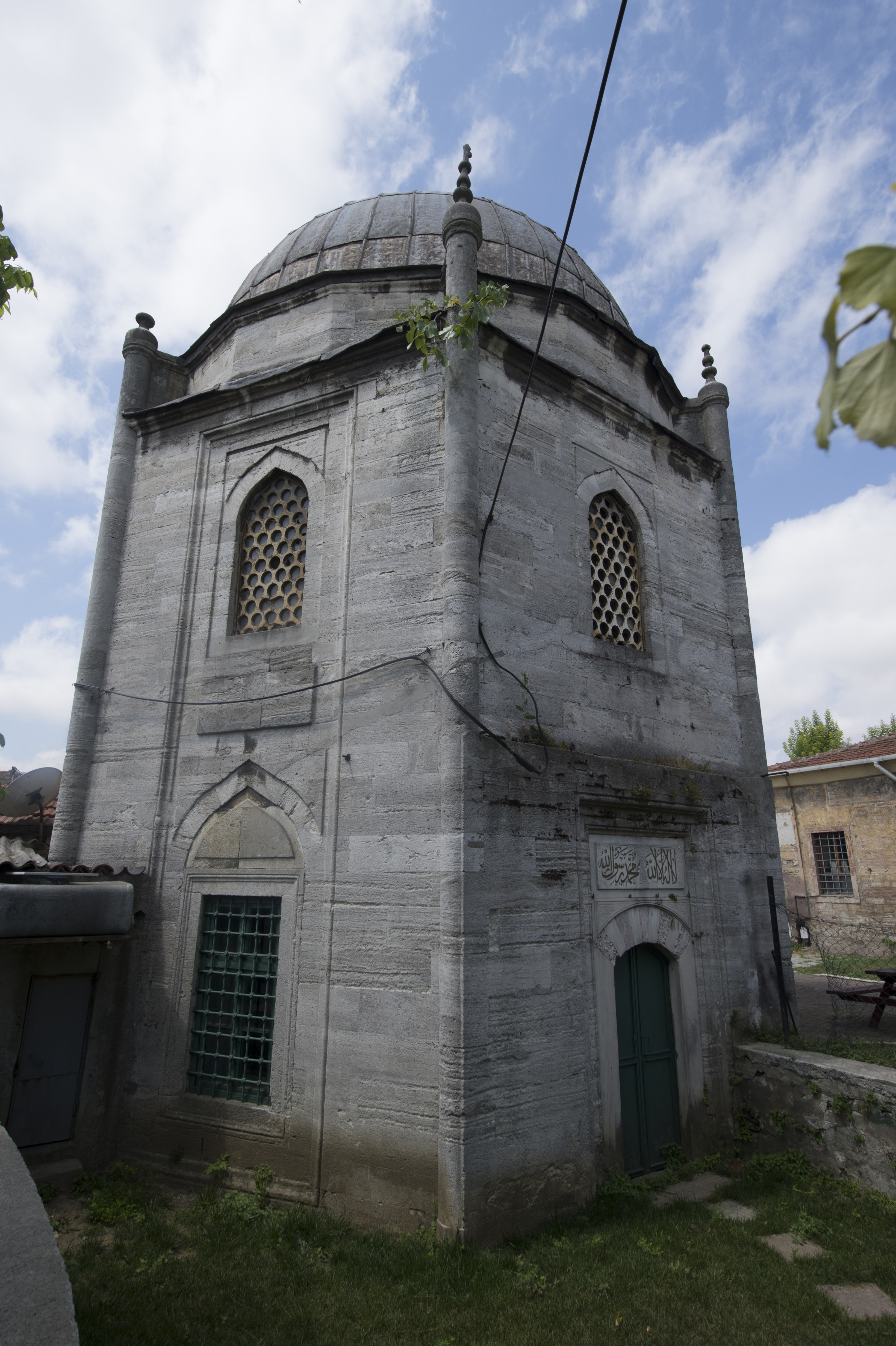
ضريح قره أحمد باشا في جامعه "جامع الغازي أحمد باشا" باسطنبول.

يقع ضريح قره أحمد باشا بجوار جامعه، جامع الغازي أحمد باشا، الذي بناه في منطقة طوب قابي (بالتركية: Topkapı)‏ باسطنبول، على يمين الجامع وعلى مسافة قريبة منه. أما زوجته فاطمة سلطان، فقد دُفنت خارج الضريح، إلى اليسار، بجوار المُوَقِّتْخَانة (مكان ضبط أوقات الصلاة)، ولا توجد نقوش أو شواهد مكتوبة على قبريهما.

## إرث قره أحمد باشا
كان قره أحمد باشا متزوجًا من فاطمة سلطان، أخت السلطان سليمان القانوني. ورد في بعض المصادر أنه شقيق رستم باشا، إلا أن هذه المعلومة غير صحيحة.
كان لأحمد باشا دور في تربية ورعاية العديد من الشخصيات البارزة، منهم:
- لاله مصطفى باشا، الذي أصبح لاحقًا الصدر الأعظم، وكان من مقربيه ورفاقه.
- لالزار محمد چلبي (بالتركية: Lâlezar Mehmed Çelebi)‏ وأولان ممي چلبي (بالتركية: Oğlan Memi Çelebi)‏، اللذان صارا لاحقًا دفتردارًا (وزير المالية) ورئيسًا للكتاب على التوالي، وقد تخرجا من مدرسته وخدماه في شبابهما.[1]

### أعماله الخيرية ووقفه
بدأ أحمد باشا خلال حياته ببناء مجمع (كُليّة) في منطقة طوب قابي، ضمّ: جامعًا ومدرسةً ومكتبًا (مدرسة ابتدائية).
كما قام قره أحمد باشا بتنظيم وثيقة وقفه بتاريخ 2 رمضان 962هـ / 21 يوليو 1555م، قبل إعدامه بفترة وجيزة، وعهد بإدارة الوقف إلى كاتبه (كخداه) فيروز. واللافت أن وثيقة الوقف لم تذكر أي فرد من أفراد أسرته.

## وصلات خارجية
- التاريخ العام لمنطقة الشرق الأوسط، الفصل 13: عصر العثماني، سليمان القانوني.
- سليمان القانوني 1495-1560.